# Bataille de Kinbourn (1855)
Pour les articles homonymes, voir Bataille de Kinbourn.
Guerre de Crimée
Batailles
- Isaccea (10-1853)
- Oltenița (11-1853)
- Pitsounda (11-1853)
- Sinope (11-1853)
- Cetate (12-1853)
- Silistra (04-1854)
- Kurekdere (08-1854)
- Bomarsund (08-1854)
- Petropavlovsk (08-1854)
- Alma (09-1854)
- Sébastopol (10-1854)
- Balaklava (10-1854)
- Inkerman (11-1854)
- Eupatoria (02-1855)
- Taganrog (05-1855)
- Kars (07-1855)
- Tchernaïa (08-1855)
- Malakoff (09-1855)
- Kanghil (09-1855)
- Kinbourn (10-1855)

La bataille de Kinbourn (Kınburun, parfois Kil-Bouroun : le « cap du fourreau » en turc) est une opération  navale franco-britannique, suivie d'un débarquement de troupes françaises, durant la phase finale de la guerre de Crimée après la chute de Sébastopol. Elle a eu lieu à la flèche de Kinbourn (sur la rive sud du fleuve Dniepr, aujourd'hui en Ukraine) le 17 octobre 1855. Pendant la bataille les navires de la Royal Navy et de la Marine impériale française attaquent vigoureusement les forts russes sur le rivage du golfe Borysthénique.
La bataille, bien qu'insignifiante à l'issue de la guerre, est notable comme un succès du début des navires de guerre cuirassés. Les navires français détruisirent les forts russes au bout de quatre heures, subissant des pertes minimes. Cette bataille, ainsi que la bataille de Sinope, ont convaincu les marines contemporaines d'abandonner les navires de guerre en bois et de se concentrer sur le blindage.

## Galeries

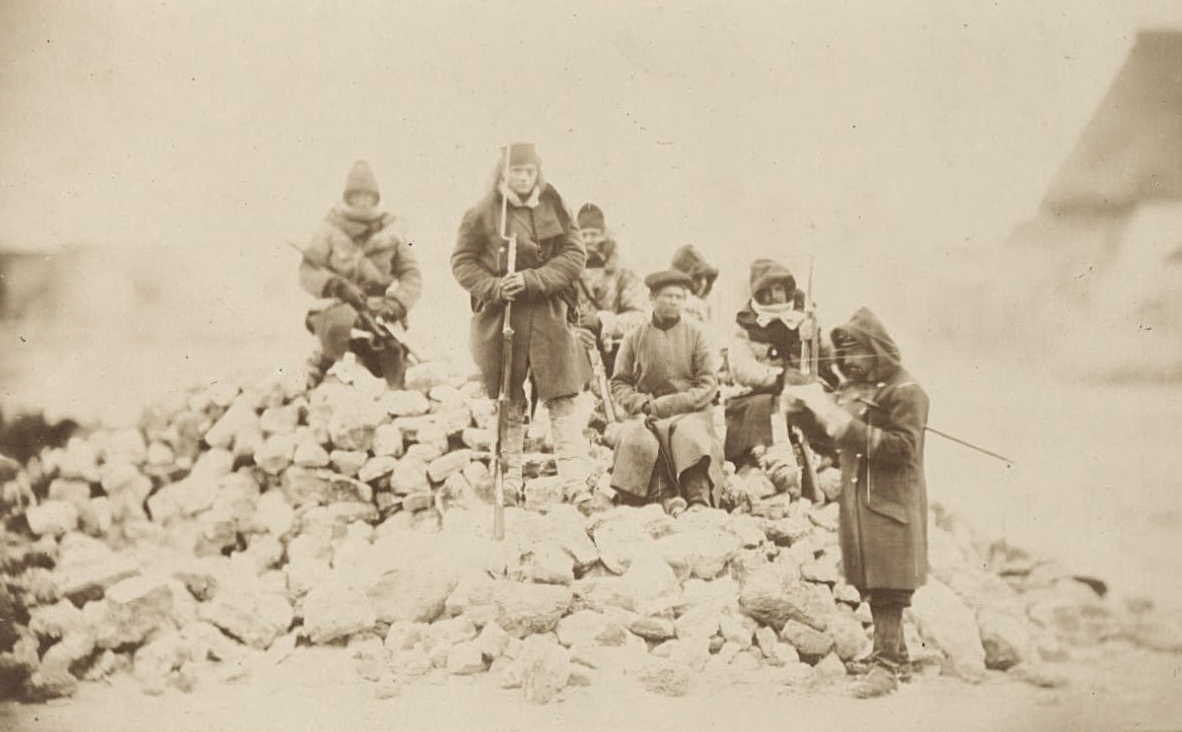
Prisonniers russes après la bataille de Kinbourn
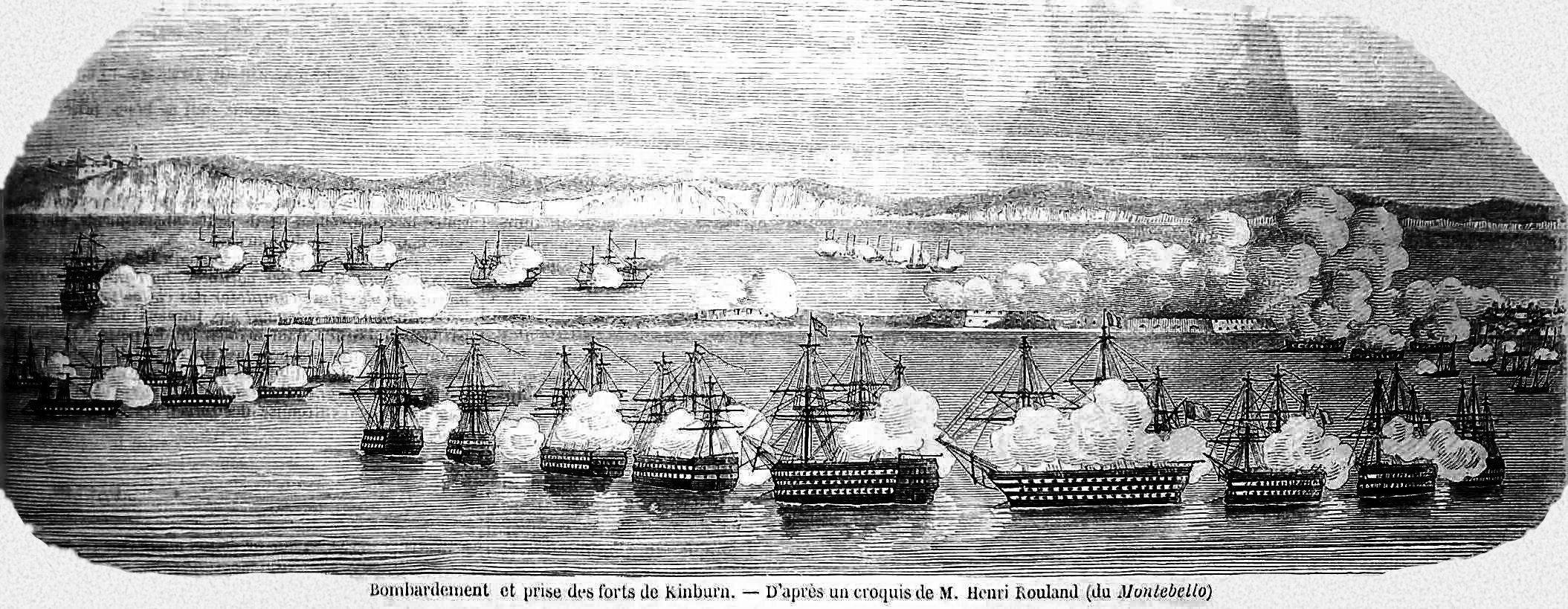
Bombardement de Kinbourn
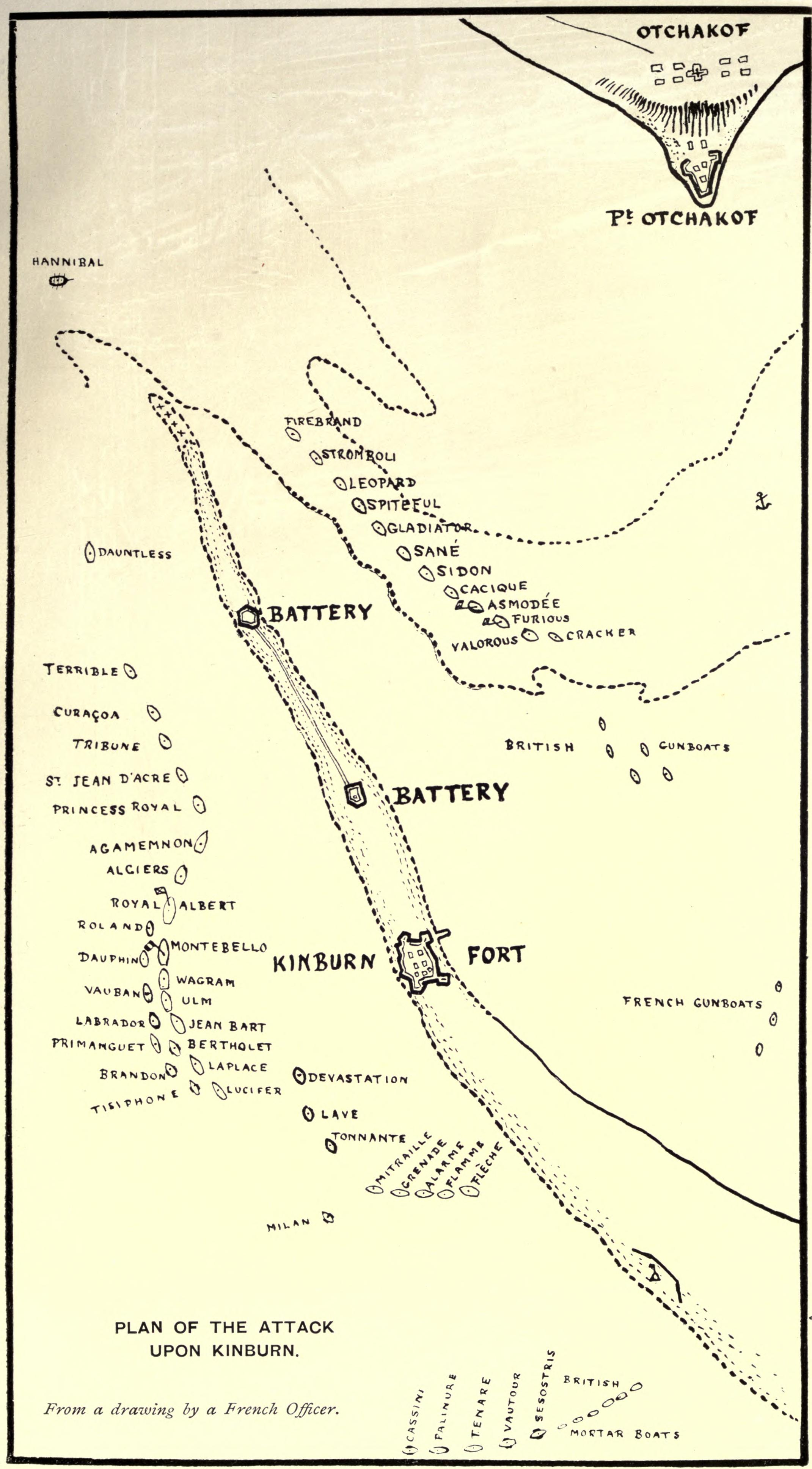
Carte de la bataille
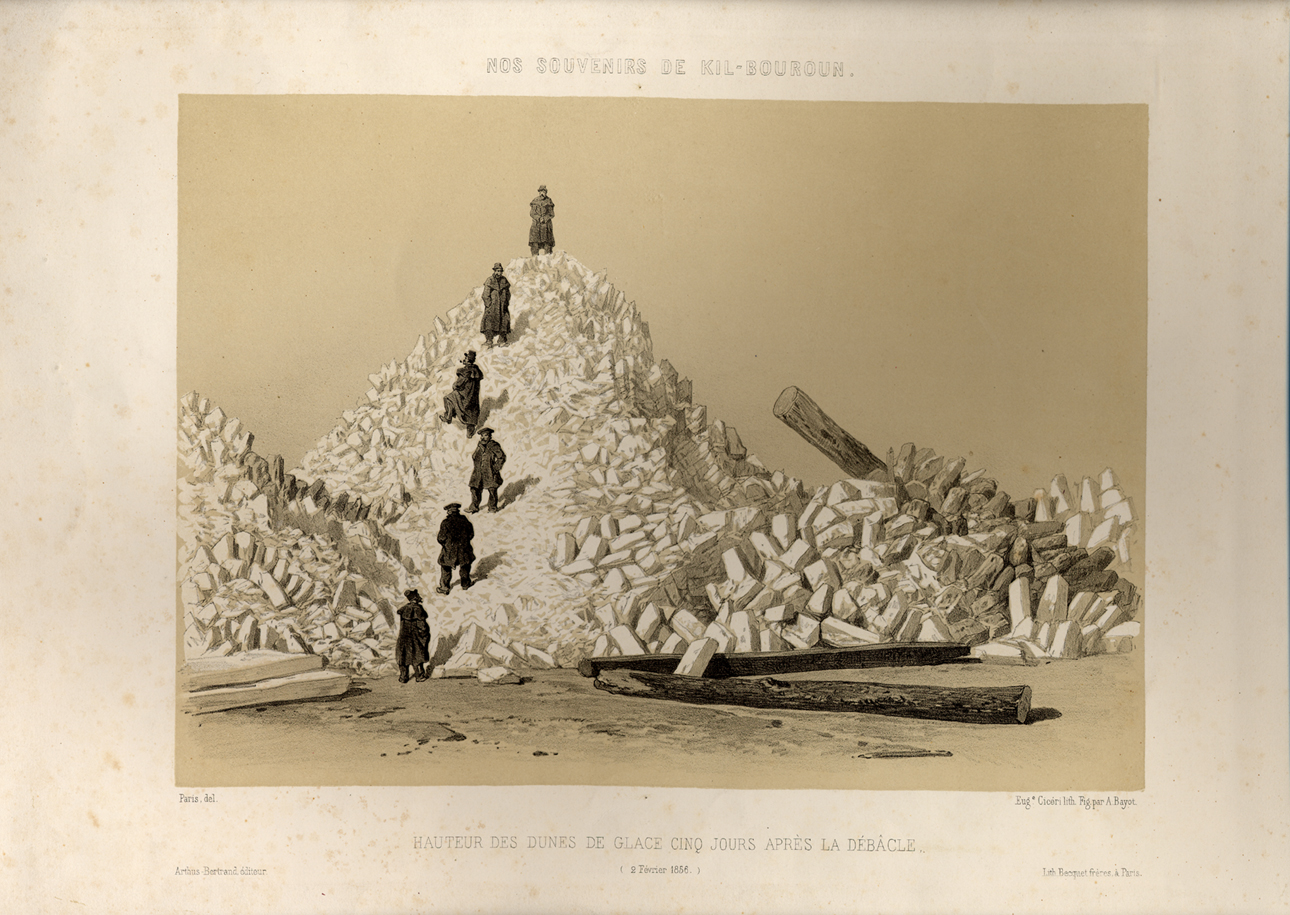
Souvenirs de Kil-Bouroun. Montagnes de glace après la débâcle des eaux
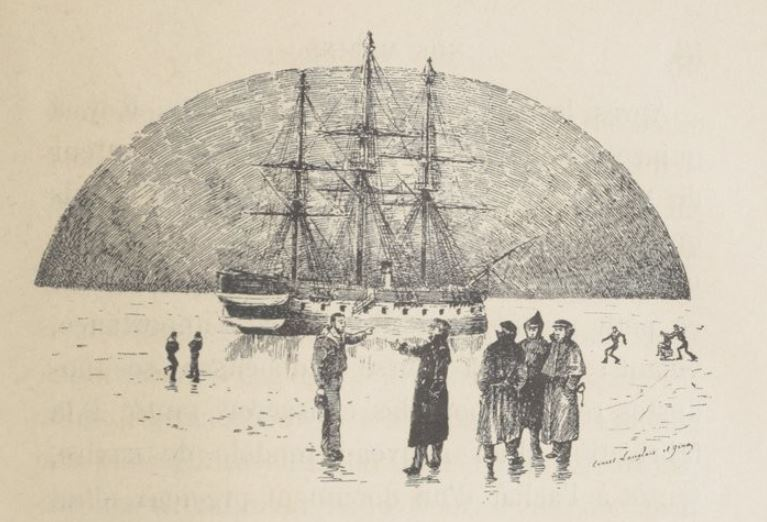
Postérieurement à la bataille une station française est maintenue à l'embouchure du Dniéper pendant l'hiver 1855-1856, sous les ordres de François-Edmond Pâris